# Restituzione prospettica

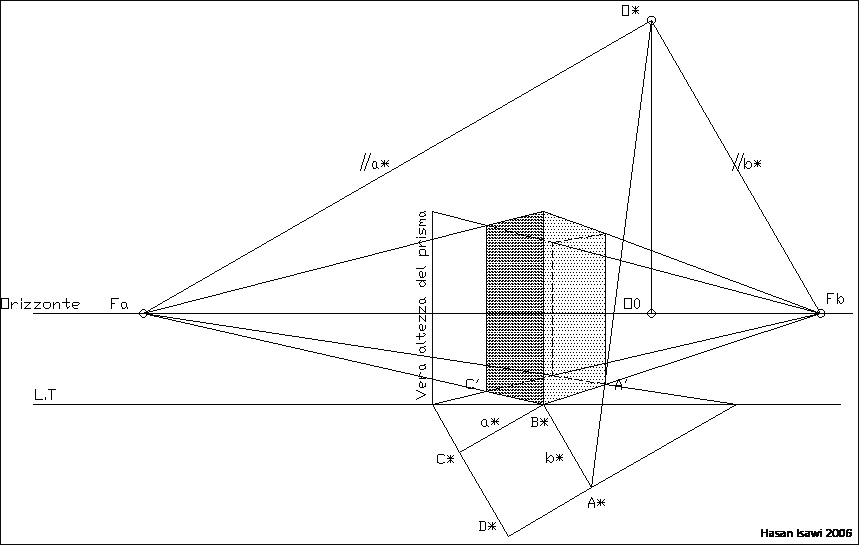
Restituzione prospettica: da un parallelepipedo in prospettiva accidentale si passa alla sua piante, un quadrato.

La restituzione prospettica è un procedimento di costruzioni geometriche grazie al quale da un disegno prospettico già realizzato si risale alla vera forma e misura della pianta e alzato. Per lo più è applicato a manufatti architettonici.
L'applicazione informatica di tale procedimento, detta fotorestituzione 3D, viene finalizzata a riprodurre con l'ausilio di fotografie, modelli tridimensionali virtuali di manufatti architettonici reali.